# 수성고등학교 (대구)
수성고등학교(壽城高等學校)는 대한민국 대구광역시 수성구 지산동에 있는 공립 고등학교이다.

## 학교 연혁
- 2001년 12월 1일 : 수성고등학교 설립 인가(총 36학급, 남녀공학)
- 2005년 11월 21일 : 교사 완공
- 2006년 3월 1일 : 초대 박해동 교장 취임
- 2006년 3월 3일 : 2006학년도 입학식 (12학급 441명)
- 2006년 7월 5일 : 학교 식당 개장
- 2009년 2월 11일 : 제1회 졸업식(12학급 422명)
- 2010년 2월 6일 : 교지 '수성' 창간호 발간
- 2011년 4월 14일 : 2012학년도 자율형 공립고등학교 지정
- 2012년 9월 19일 : 수성학사(기숙사) 개사
- 2015년 10월 29일 : 2016학년도부터 수성고 여학생 단성고등학교로 전환 통보
- 2016년 10월 27일 : 자율형 공립고 재지정 통보(2017.03.01.~ 2022.02.28.)
- 2019년 9월 1일 : 제5대 최재홍 교장 취임
- 2022년 2월 10일 : 제14회 졸업식(11학급 267명, 누적 5,665명)
- 2022년 3월 2일 : 제17회 입학식(9학급 184명)

## 참고 자료
- 수성고등학교 - 한국교육학술정보원 학교알리미